# Данилова, Ангелина Сергеевна
Ангелина Сергеевна Данилова (род. 28 декабря 1996, Санкт-Петербург) — российская певица, модель, актриса и телеведущая, работающая в Южной Корее. Дебютировала в качестве сольного исполнителя с цифровым синглом «As You Are» 17 января 2020 года. Она была лауреатом премии Korea Image Flower Stone в 2018 году за свою работу по продвижению Кореи в мире.

## Биография

### Ранние годы
Данилова родилась в Санкт-Петербурге, Россия. Изучала дизайн интерьера в Санкт-Петербургском государственном университете промышленных технологий и дизайна.

## Карьера
В 2015 году популярность Даниловой стремительно возросла, когда корейский пользователь разместил её изображение 2014 года в корейской социальной сети Naver с надписью «Русская модель, которая хочет выйти замуж за корейца». Пост быстро стал вирусным в Корее на всех медиа-платформах.
В 2016 году Palette Media разыскала Данилову через её инстаграм и пригласила её в Корею в качестве основного участника реалити-шоу на выживание Babel 250, в котором она жила с шестью другими участниками со всего мира и пыталась завязать дружеские отношения, разрушая культурные и языковые барьеры.
С момента своего появления в шоу Данилова добилась успеха в корейских СМИ и за 3 года снялась в более чем 10 телешоу. Участвовала в многочисленных модельных кампаниях и музыкальных клипах. В 2018 году она сыграла Золушку в фильме «Новая старая история». Она стала лицом Tale of Five Kingdoms, мобильной игры, разработанной 4:33 Creative Lab, а также моделью косметического бренда Banila Co. вместе с Тэён из Girls’ Generation.
Данилова снялась в клипе Ханхэ «Eyescream» в 2016 году. Позже она появилась в видеоклипе Эдди Кима на песню «Heart pound (쿵쾅 대)» и в «우사 인 볼트 / Usain Bolt» Swings и Хан Ё Хана.
18 апреля 2019 года Данилова выступила певицей во втором цифровом сингле Вон Чанга «Sorry».
14 января 2020 года Ангелина опубликовала в своём Instagram тизер, в котором анонсировала свой дебют в качестве певицы. Дебютировала с балладным цифровым синглом «As You Are» 17 января 2020 года.
В 2020 году снялась в фильме режиссера Чхве Джэ-хуна "Мастер меча".
По состоянию на июль 2020 года у Даниловой более 1 миллиона подписчиков на её странице в Instagram, многие из которых не корейцы. Влияние Даниловой на продвижение корейской культуры в интернете стало фактором, способствующим распространению волны Халлю в западных социальных сетях.
Corea Image Communication Institute (CICI), некоммерческая организация, продвигающая корейскую культуру за рубежом, наградила Данилову как лауреата премии Korea Image Flower Stone в 2018 году за её работу по продвижению Кореи в мире. Среди других лауреатов в тот день были Сон Кён Шик, председатель CJ Group, конгломерата продуктов питания и средств массовой информации, и Иоахим Сон-Форгет, первый член Национального собрания Франции, родившийся в Корее. Среди прошлых лауреатов награды CICI Korea Image Awards звёзды K-pop PSY и Рейн, маэстро Чон Мён Хун и бывший генеральный секретарь ООН Пан Ги Мун.
Участвовала в южнокорейском фильме «Мастер меча» в 2020 году в роли женщины антигероя Гурутая.

### Личная жизнь
Интерес Даниловой к корейской культуре начался, когда она посмотрела видео Fine Brothers Entertainment под названием «YouTubers React to K-pop».
Она выкладывает видео на свой канал на YouTube (на данный момент у неё более 200 тысяч подписчиков). Её видео в основном состоят из видеоблогов, уроков по макияжу и каверов на песни.
Данилова говорит на пяти языках: русском, английском, сербском, корейском и итальянском.
Она заявила, что её хобби включают: танцы, пение, игру на укулеле, прослушивание музыки, моду, путешествия, верховую езду, сноуборд, кайтсерфинг, рисование и съёмку видео. Одно из её художественных устремлений — музыкальная композиция.

## Полемика
В 2018 году Данилова покинула Palette Media и присоединилась к своему нынешнему агентству Prizm Entertainment. Palette Media обвинила её в мошенничестве и подала жалобу в Верховную прокуратуру Сеула на Данилову, обвинив её в невыполнении своих договорных обязательств и заключении контракта с другим агентством без согласия Palette Media. Palette Media заявила, что заключила эксклюзивный трёхлетний (2016—2019) контракт с Даниловой, которая прославилась в социальных сетях как «самая красивая фанатка K-pop». Palette Media утверждала, что она принимала участие в рекламных мероприятиях и несколько раз получала спонсорскую поддержку без разрешения агентства. Кроме того, агентство сообщило, что подало против неё иск о возмещении ущерба за её «незаконную коммерческую деятельность».
Prizm Entertainment отметили, что у Pallete не было базовой квалификации для работы в качестве развлекательной компании, и были проблемы, такие как нежелание делиться деталями контракта, нечёткие детали оплаты и недостаточная поддержка со стороны руководства.

## Награды

### Карьера модели
- Профессиональная модель Sky Model Agency
- 2017 F /W Hera Seoul Fashion Week[англ.] Fashion Show Model[24]
- 2017 Fashion Magazine, Модель Naver

### Карьера актрисы
| год  | награда                          | часть         | источник |  |
| ---- | -------------------------------- | ------------- | -------- |  |
| 2018 | 2018 Korea Image Awards Ceremony | Flower statue | CICI     |  |